# 2004년 2월
| 2004년: 1월 · 2월 · 3월 · 4월 · 5월 · 6월 · 7월 · 8월 · 9월 · 10월 · 11월 · 12월 |

| <           | 2004년 2월 | 2004년 2월 | 2004년 2월 | 2004년 2월 | 2004년 2월  | >          |
| 일          | 월         | 화         | 수         | 목         | 금          | 토         |
| 1 1.11 경술 | 2 12 신해  | 3 13 임자  | 4 14 계축  | 5 15 갑인  | 6 16 을묘   | 7 17 병진  |
| 8 18 정사   | 9 19 무오  | 10 20 기미 | 11 21 경신 | 12 22 신유 | 13 23 임술  | 14 24 계해 |
| 15 25 갑자  | 16 26 을축 | 17 27 병인 | 18 28 정묘 | 19 29 무진 | 20 2.1 기사 | 21 2 경오  |
| 22 3 신미   | 23 4 임신  | 24 5 계유  | 25 6 갑술  | 26 7 을해  | 27 8 병자   | 28 9 정축  |
| 29 10 무인  |            |            |            |            |             |            |

| - 2월 4일 - 안상영 편집하기 |

## 2004년2월 28일
- 중화민국에서 250여만 명이 중화인민공화국의 미사일 개발에 반대하며 시위하다.

## 2004년2월 25일
- 25일부터 28일까지 제2차 6자 회담이 베이징에서 개최되다.

## 2004년2월 23일
- 이란 정부는 영국, 프랑스, 독일이 요구한 핵 활동의 동결을 받아들여 2004년 3월부터 이를 동결하기로 하다.

## 2004년2월 20일
- 이란의 선거에서 보수파 정당들이 개혁파 정당들을 누르고 승리했다. 투표율은 50.7%로 집계되다.

## 2004년2월 13일
- 이라크 파병결의안이 대한민국 제16대 국회에서 가결되다.

## 2004년2월 2일
- IAP(fr)가 허블 우주 망원경을 이용하여 외계 행성인 HD 209458 b의 대기에 산소와 탄소가 포함하고 있음을 발견하다.

## 2004년2월 1일
- 사우디아라비아의 미나에서 메카로 가던 244명의 순례객이 집단 사망하다.
- 자넷 잭슨이 수퍼볼 결승전 도중의 공연에서 가슴을 노출시키는 사고가 벌어지다.